# Međurebrene vene
Međurebrene vene (lat. venae intercostales) je naziv za grupu vena koje odvode deoksigeniranu krv iz prostora među rebrima, koji se nazivaju međurebreni prostori.
Međurebrene vene se dijele u prednje međurebrene vene (lat. venae intercostales anteriores) i stražnje međurebrene vene (lat. venae intercostales posteriores) koje međusobno anastomoziraju u međurebrenom prostoru.
Prednje međurebrene vene ulijevaju se u nutarnju prsnu venu (lat. vena thoracica interna), stražnje u:
- prva stražnja međurebrena vena, naziva se najgornja međurebrena vena (lat. vena intercostalis suprema) i ulijeva (najčešće) se u ručnoglavenu venu (lat. vena brachiocephalica)
- druga i treća stražnja međurebrena vena ulijevaju se u gornju međurebrenu venu (lat. vena intercostalis superior)
- ostale stražnje međurebrene vene ulievaju se:
  - desne u neparnu venu (lat. vena azygos)
  - lijeve u poluneparnu venu (lat. vena hemiazygos)